# 국제 혜성 탐사선
국제 혜성 탐사선(영어: International Cometary Explorer, ICE)은 태양 및 혜성 탐사선으로, 1978년 8월 12일 국제 태양/지구 탐사선 3호(영어: International Sun/Earth Explorer 3, ISEE-3 또는 ISEE-C)로서 발사되어, 추후 국제 혜성 탐사선으로 재명명되었다. 국제 혜성 탐사선은 미국 항공우주국과 유럽 우주국이 태양풍과 지자기를 연구하기 위해 발사한 3개의 탐사선 중 하나로, 다른 탐사선들, 국제 태양/지구 탐사선 1호, 2호와 자매선이다.
국제 태양/지구 탐사선은 처음으로 L1 라그랑주점 헤일로 궤도로 진입한 탐사선이다. 국제 혜성 탐사선으로 이름이 바뀐 후, 탐사선은 최초로 혜성을 탐사한 우주선이 되었다. 1985년 9월 11일, 탐사선은 자코비니-지너 혜성의 플라스마 꼬리를 통과하였고, 중심 핵에서 7800 km 떨어진 곳을 지나갔다.
1997년 미국 항공우주국은 국제 혜성 탐사선과의 통신을 끊었고, 1999년 및 2008년에 간단히 탐사선의 상태를 확인했다.
2014년 5월 29일, "ISEE-3 재가동 프로젝트"를 통해 탐사선과의 통신이 복구되었다. 이 비공식 그룹은 기업 Skycorp가 지원하였다. 2014년 7월 2일, 이 그룹은 1987년 이후 처음으로 추진기를 가동시켰지만, 뒷쪽에 있는 추진기들이 질소 기체의 압력이 부족해 점화되지 못하였다. 프로젝트 팀은 "과학적인 자료를 수집해 지구로 보낼 수 있는" 방법을 알아내 탐사선을 사용할 방법을 찾았지만, 9월 16일에 탐사선과의 통신이 끊어졌다.

## 기존 임무: 국제 태양/지구 탐사선 3호 (ISEE-3)

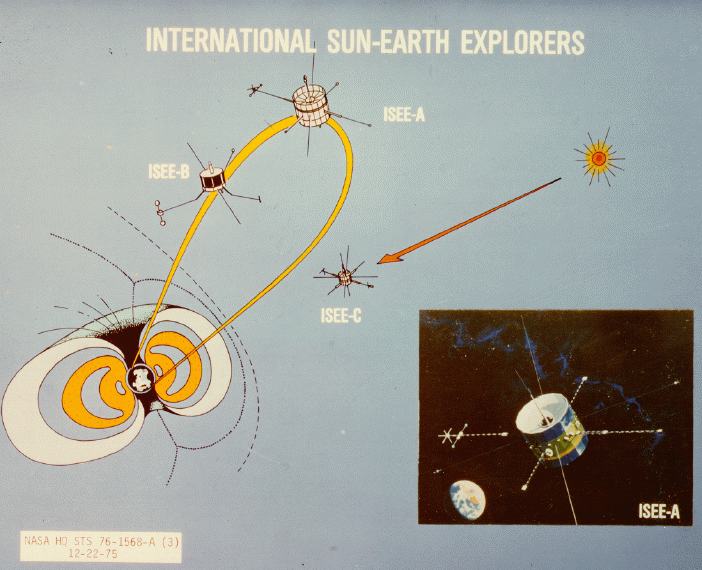
국제 태양/지구 탐사선의 궤도

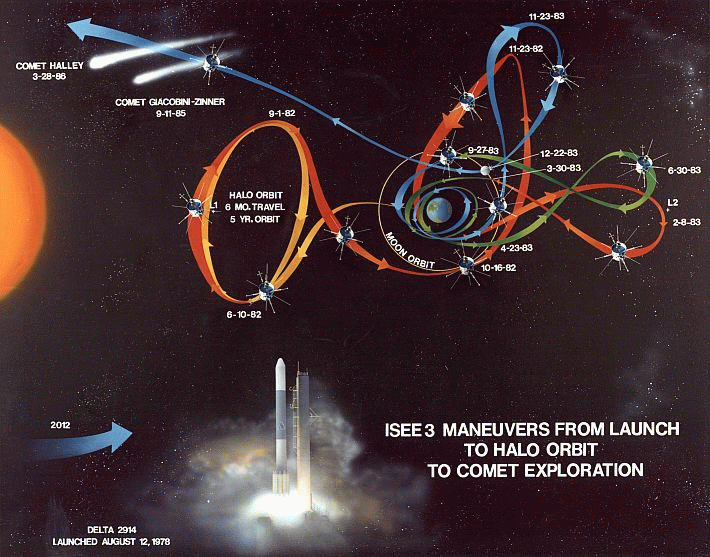
ICE 계획

국제 혜성 탐사선은 단 한 개의 카메라도 싣고 있지 않는 대신, 에너지 입자와 파동, 플라스마를 측정하는 장비를 탑재하였다.
탐사선은 지구 표면으로부터 약 150만 킬로미터 떨어진 L1 라그랑주 점 헤일로 궤도에서 연구를 진행했다. 탐사선은 소위 "칭동점"이라고 부르는, 중력 간의 상호작용에 의해서 물체가 위치를 유지할 수 있는 지점에 최초로 도달한 인공 물체이다. 탐사선은 황도를 중심으로 분당 19.76번 회전했는데, 황도를 중심으로 돈 이유는 지구와의 통신을 유지하고, 전기를 만들며, 장비들을 작동시키기 위해서였다.
탐사선의 최초 발사 목적은 다음과 같았다.
- 지구 자기권의 바깥쪽에서 태양을 관측.
- 지구 주변의 태양풍을 상세히 조사하고, 태양의 자기장과 지구 자기장의 경계를 형성하는 충격파를 조사.
- 플라스마 판의 움직임과 메커니즘을 조사.
- 지구 주변 1 AU 지점의 우주선과 태양 폭풍을 측정.

## 추가 임무: 국제 혜성 탐사선 (ICE)
1982년 6월 10일, 탐사선은 기존의 임무를 모두 마쳤고, 태양풍과 혜성 꼬리 사이의 상호작용을 연구한다는 새로운 계획이 세워져 탐사선의 명칭이 국제 혜성 탐사선(영어: International Cometary Explorer, ICE)으로 바뀌게 되었다.
그 해 9월 1일, 추진기를 이용해 탐사선을 L1 헤일로 궤도에서 천천히 벗어나게 하여, 10월 26일 달 주변을 통과한 후 지구 주변을 길게 비행한 끝에, 지구-태양 L2 라그랑주 점의 리사주 궤도로 진입했다. 달과 가장 가까웠을 때는 1983년 12월 22일이었는데, 달의 표면에서 119.4 km 떨어진 곳을 지났다. 1984년 초반, 탐사선은 태양 주회 궤도에 있었다.

### 자코비니-지너 혜성
탐사선이 새롭게 진입한 궤도는 자코비니-지너 혜성과 만나는 궤도였다. 1985년 9월 11일, 탐사선은 혜성의 플라스마 꼬리 부분을 통과했다.

### 핼리 혜성
1986년 3월 탐사선은 핼리 혜성과 태양의 사이로 진입했다. 이 때는 "핼리 함대"에 속하는 다른 탐사선들이 혜성에 접근하고 있을 때였다. 탐사선은 혜성의 꼬리를 통과했으며, 가장 가까워졌을 때 혜성과의 거리는 2800만 km였다(참고로 1910년 핼리 혜성과 지구의 거리는 2080만 km였다).

### 태양 임무
탐사선의 2차 추가 임무는 1991년 NASA에서 승인되었는데, 이 추가적인 임무는 탐사선을 지상 관측소처럼 코로나 질량 방출과 우주선을 관측하고, 율리시스 탐사선을 지원하는 데 사용한다는 계획이었다. 1995년 5월, 탐사선은 율리시스 계획에서 얻은 데이터를 낮은 듀티 사이클로 분석해 주고 있었다.

### 임무 종료
1997년 5월 5일, NASA는 혜성 탐사 임무를 종료했고, 오로지 신호를 주고받는 작업만 하였다. 임무 초반에는 탐사선과의 비트 전송률이 초당 2048 비트였지만, 자코비니-지너 혜성을 탐사할 때는 초당 1024 비트가 되었다. 속도는 연속해서 1985년 12월 9일 초당 512 비트로 떨어졌고, 1987년 1월 5일 초당 256 비트로, 1989년 1월 24일 초당 128 비트로 떨어졌고 1991년 12월 27일에 초당 64 비트로 떨어졌다. 여전히 탐사선은 우주 공간에 있지만, NASA는 스미스소니언 박물관에 탐사선을 기부했다.
1990년 1월 기준으로, 국제 혜성 탐사선은 원일점과 근일점이 각각 1.03, 0.93 천문단위이고 궤도 경사각이 0.1도이며 355일 주기로 태양을 도는 태양 주회 궤도에 있다.

### 추가적 통신
1999년 NASA는 탐사선의 반사 신호를 확인하기 위해 간단한 통신을 하였다.
2008년 9월 18일 KinetX사의 도움을 받아, NASA는 심우주 통신망을 사용해 1999년 이후로 탐사선이 켜진 상태임을 알아냈다. 상태 체크 결과 13개의 실험 기구 중 하나를 제외하고는 모두 작동하며, 여전히 150 m/s의 Δv가 남아 있음을 알아냈다.
또한, 2014년 탐사선이 지구에 접근하면 탐사선을 재가동시키는 것이 가능하다고 판단되었고, 과학자들은 2017년이나 2018년에 다른 혜성을 탐사하는 용도로 다시 사용하는 계획을 논의하였다.

## 재가동 시도
NASA가 탐사선에 대한 관심이 약해진 후, 다른 사람들은 자신들이 탐사선을 조종해서 다른 혜성으로 갈 수 있게 할 수 있다는 것을 깨달았다. 엔지니어, 프로그래머, 과학자로 구성된 그룹은 가능성과 잠재적 목표를 연구하기 시작했다.
2014년 4월, "ISEE-3 재가동 프로젝트" 팀은 재가동 프로젝트를 발표하고, 웹페이지에서는 "저희는 ISEE-3 탐사선과의 통신을 재개하여 엔진을 점화하여 지구 근처의 궤도로 데려온 후 원래의 임무를 계속하도록 할 것입니다... 만약 저희가 성공한다면, ISEE-3에서 보내오는 모든 데이터들을 클라우드 소싱을 통해 공유하고 분석을 하도록 할 것입니다." 라고 밝혔다.
5월 15일, 이 프로젝트는 미국의 RocketHub에서 12만 5천 달러의 크라우드 펀딩 모금에 성공했고, 이 모금된 돈으로 탐사선과 통신하기 위한 소프트웨어를 만들고, NASA 아카이브로부터 탐사선을 제어하는 데 필요한 기술을 찾으며, 접시 안테나를 구입하는 데 필요한 비용들을 낼 수 있을 것으로 예상하였다. 프로젝트 팀은 다음 목표를 15만 달러로 삼았고, 최종적으로는 15만 9502달러가 모금되었다.
프로젝트 참여자들은 마무리 작업을 하고 있었다. 만약 탐사선을 조종하여 2014년 5월이나 6월, 또는 7월 초에 연료를 사용하여 탐사선의 궤도를 바꿀 수 있다면, 달의 중력을 이용하여 쓸만한 헤일로 궤도로 탐사선을 들여보낼 수 있을 가능성도 있었다.

### 손실된 하드웨어 교체
2014년 초, 고다드 우주 비행 센터의 관계자들은 탐사선과 통신을 연결하기 위한 심우주 통신망 장치는 1999년 이후로 폐기되었고, 교체하기에는 값이 너무 비싸다고 밝혔다. 그러나, 프로젝트 구성원들은 장치에 대한 문서를 찾아냈고, GNU 라디오 프로젝트에서 무선 소프트웨어 기술(Software defined radio, SDR)과 같은 오픈 소스 프로그램을 사용하여 복잡한 변조기 / 복조기 전자를 시뮬레이션 할 수 있었다. 2014년 5월 19일, 필요한 하드웨어와 재고품 SDR 송수신기 전력 증폭기를 얻은 후, 305미터 크기의 아레시보 전파 망원경 아래에 장치를 설치했다. 프로젝트 팀은 탐사선을 통제할 수 있게 되면, 모어헤드 주립 대학교 우주 과학 센터에 있는 21m 크기의 접시 안테나로 탐사선의 통신 대상을 바꿀 계획이었다. 독일에 있는 보훔 천문대의 20m 접시 안테나는 보조 중계국으로 사용할 예정이었다.
NASA는 이 프로젝트에 자금을 대지는 않았지만, 관련 관리 직책을 신설하고, 탐사선과의 통신 시도를 허가했다. 2014년 5월 21일 NASA는 ISEE-3 재가동 프로젝트 팀과 비상환 우주 협정을 맺었다고 발표했다. 관리자들은 "이는 NASA가 더 이상 사용하지 않거나 나중에 사용할 계획이 있는 탐사선의 사용에 대한 계약을 한 최초 사례입니다" 라고 말했다.

### 통신 복구
5월 29일, 재가동 팀은 통신기를 가동하기 위해 탐사선을 성공적으로 엔지니어링 모드로 전환시켰다.
6월 26일, 팀은 골드스톤 우주통신 단지의 DSS-24 안테나를 이용하여 탐사선의 궤도 전환에 필요한 네 가지의 매개변수를 얻어냈다. 팀은 적어도 7월 16일까지는 NASA의 허가를 받고, 7월 초에 궤도 수정을 시도할 계획이었다.
7월 2일, 팀은 1987년 이후 처음으로 탐사선의 추진기를 작동시켰다. 팀은 7월 중순으로 예정된 궤도 수정에 대비하여 탐사선을 보통 속도로 회전시켰다.
7월 8일, 주 엔진 가동은 실패했다. 연료 탱크를 가압하는 데 필요한 질소 가스가 부족하였기 때문이었다.
7월 24일, ISEE-3 재가동 팀은 탐사선의 궤도를 바꾸기 위해 사용하려고 하였던 엔진들이 모두 가동에 실패하였다고 발표했다. 대신 팀은 "ISEE-3 행성간 시민 과학 미션"을 발표하고, 탐사선을 8월 10일 즈음 달 근처를 통과하게 하여 지구 근처의 태양 궤도로 들여보낸 후 데이터를 수집하도록 하는 것이었다. 팀은 과학 장비에 쓸 전력을 최대한으로 끌어모으기 위해 탐사선 추진 장치들을 하나씩 꺼 나갔다.
7월 30일, 팀은 ISEE-3 탐사선이 공전주기 300일의 궤도에서 많은 자료를 얻을 수 있게 하는 계획이 있다고 발표했다. 전체 13개의 장비 중 아직 작동하는 5개의 장비를 이용해, 감마선 폭발의 관측을 도울 가능성도 있다는 것이었다. 또한 팀은 탐사선이 지구에 가까이 왔을 때, 데이터를 받을 때 추가적인 명령을 내리기 위해서 전 세계적으로 추가적인 수신용 웹사이트를 모집했다.
협정 세계시 8월 10일 18시 16분, 탐사선은 달의 표면에서 15,600 km 떨어진 곳을 지났다. 탐사선은 태양 주회 궤도에서 계속해서 태양을 돌고, 17년 후 지구 근처로 접근하게 된다.

### 통신 두절
9월 25일, 재가동 팀은 9월 16일에 탐사선과의 통신이 끊겼다고 발표했다. 탐사선의 정확한 궤도를 모르기 때문에 통신이 재개될지도 불확실하게 되었다. 탐사선의 달 근접 통과는 결과적으로 탐사선과 태양이 더 멀어지게 되었고, 이로 인해 태양 전지판이 전기를 더 적게 생산하게 되었다. 생산되는 전기의 양이 줄음에 따라 탐사선은 전기 소비를 줄이기 위해 안전 모드로 들어갔고, 이 때문에 정확한 궤도 정보 없이 통신을 재개하는 것은 불가능에 가깝게 되었다.

## 탐사선 구조

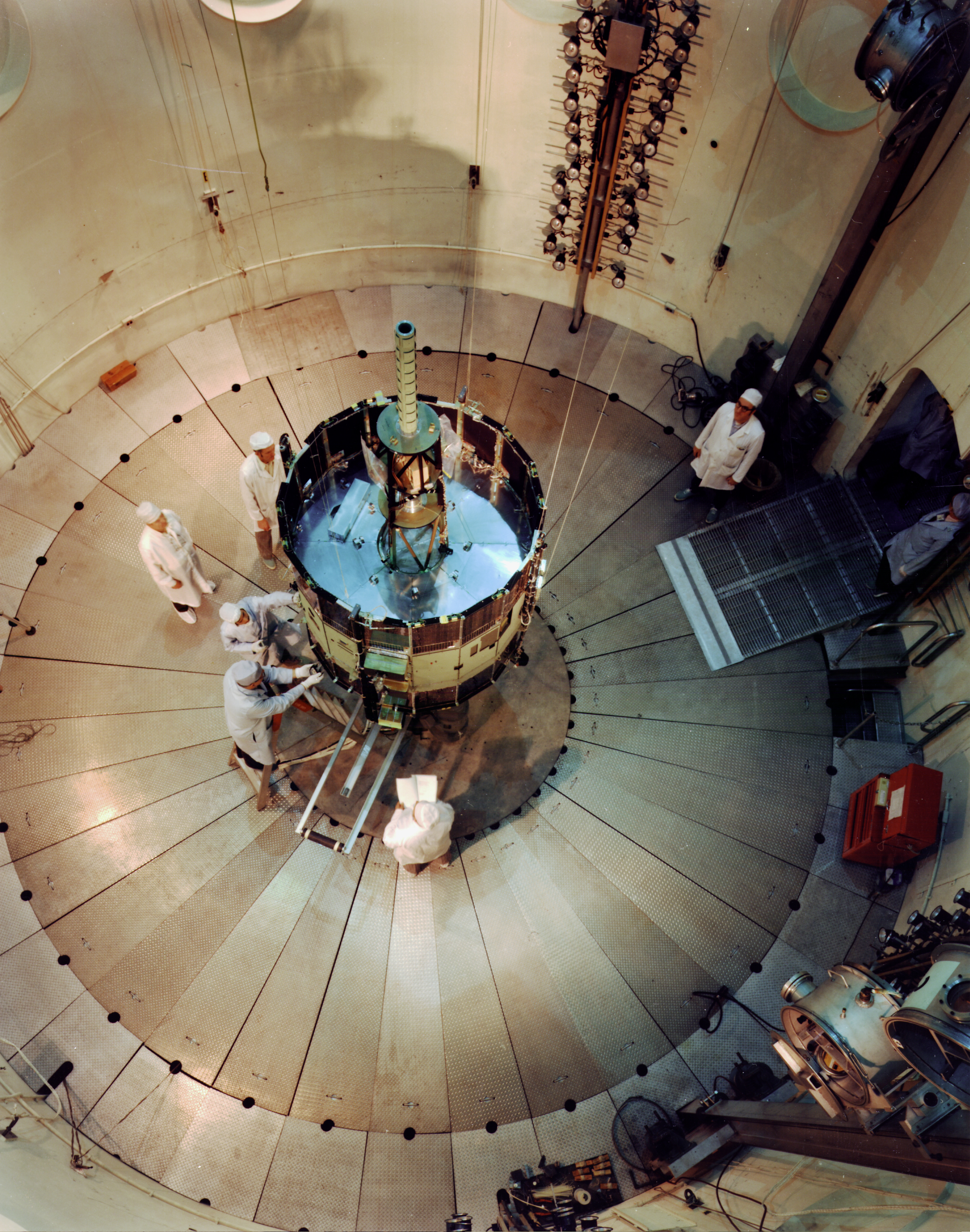
ISEE-3 (ICE) 탐사선이 실험 평가를 받고 있다.

국제 혜성 탐사선은 태양 전지로 덮인 원통 모양이다. 네 개의 긴 안테나는 탐사선의 둘레를 따라 튀어나와 있었고, 총 길이는 91m였다. 탐사선의 무게는 390 kg 이었고, 173 와트의 전기를 만들어낼 수 있었다.

### 페이로드
탐사선은 에너지 입자와 파동, 플라스마를 측정하기 위해 13개의 장비를 싣고 있다. 2014년 7월 기준으로, 다섯 개의 장비는 계속해서 작동했다. 탐사선은 카메라와 같은 어떠한 사진 장비들을 가지고 있지 않았다. 탐사선의 감지기들은 X선과 감마선, 태양풍, 플라스마나 우주선과 같은 고에너지 입자를 측정한다. 데이터 처리 시스템은 탐사선의 모든 과학 및 엔지니어링 데이터를 모아서 전송을 위해 직렬 스트림으로 포맷하였다. 통신기의 출력 전력은 5 W였다.

### 과학 장비들
- 태양풍 플라스마 감지기 (1980년 2월 16일 이후로 고장남)
- 벡터 헬륨 자력계
- 저에너지 우주선 관측기
- 중에너지 우주선 관측기
- 고에너지 우주선 관측기
- 우주선 대전입자 에너지 스펙트럼 관측기
- 플라스마 파동 스펙트럼 분석기
- 에너지 입자 이방성 분광계 (EPAS)
- 태양 및 행성간 전자 감지기
- 태양풍 교란 현상 무선 지도 제작
- 태양풍 이온 구성 분석계
- 우주선 동위원소 분광계
- X선과 감마선 폭발 관측기
- 감마선 폭발 관측기[38]

## 관련 출판물
- von Rosenvinge, Tycho T.; Brandt, John C.; Farquhar, Robert W. (April 1986). “The International Cometary Explorer Mission to Comet Giacobini-Zinner”. 《Science》 232 (4748): 353–356. Bibcode:1986Sci...232..353V. doi:10.1126/science.232.4748.353.
- Ogilvie, K. W.; Durney, A.; von Rosenvinge, T. (July 1978). “Descriptions of Experimental Investigations and Instruments for the ISEE Spacecraft”. 《IEEE Transactions on Geoscience Electronics》. GE-16 (3): 151–153. doi:10.1109/TGE.1978.294535.
- Birmingham, Thomas J.; Dessler, Alexander J. (1998). 《Comet Encounters》. American Geophysical Union. Bibcode:1998coen.book.....B. ISBN 978-1-118-66875-7.